# 畸戀 (電影)
《畸戀》（英文：A Summer Place）是一部1959年的美國浪漫劇情片，根據斯隆·威爾森
1958年發表的同名小說改編，講述來自不同階層的青少年戀人在20年後重修舊好，之後又必須面對自己前一段婚姻所生的青少年子女的熱戀。德爾默·達維斯執導這部電影，由理查德·伊根和多萝西·麥圭爾飾演一對情侶，桑德拉·迪和特洛伊‧多納修飾演他們各自的孩子。美國電影配樂作曲家馬克斯·史坦納為該片創作的主題曲在1960年的“百首名曲排行榜”上曾經連續九周排名第一。

## 故事梗概
巴特·亨特（Bart Hunter，亞瑟‧肯尼迪飾）和妻子西爾維亞（Sylvia，多萝西·麥圭爾飾）在緬因州海岸的松樹島（Pine Island）上經營一個自家的民宿旅館，夫婦有一個兒子强尼（Johnny，特洛伊‧多納修演）。巴特·亨特酗酒成性，妻子西爾維亞爲此受盡了折磨。這家民宿旅館之前曾經是巴特·亨特在這個高級度假村中的祖傳豪宅，但隨著家道中落，亨特夫婦不得不把豪宅作爲民宿旅館出租爲生。
一天，巴特收到老熟人肯·喬根森（Ken Jorgenson （Richard Egan 理查德·伊根飾）的訂房請求，肯想帶著他的妻子和女兒來島上度假。二十年前，肯是島上地位低下的救生員，現在則是身家百萬的化學家。巴特認為肯·喬根森來的真正用意不過是來炫耀他的財富，而巴特已是家道落魄今非昔比。巴特本想拒絕預約，但西爾維亞堅持要他接受預約，因爲家境所迫，爲此，寧可自家人搬到小客房，而把最好的主臥室騰出來租給肯和他的家人。
肯帶著妻子海倫（Helen，康斯坦斯·福特飾）和十多歲的女兒莫里（Molly，桑德拉·迪飾）來到巴特家裏。海倫和肯的婚姻並不幸福，他們分房睡，經常爭吵，包括爭論女兒的行為標準。海倫是一個保守過分的女人，擔心女兒隨著身體發育對男孩子會產生興趣，尤其是被莫里吸引的强尼。肯則比較放任，他告訴女兒，她的慾望並不可耻。海倫總是擺出一副上流階層的架子試圖讓島上的上流社會的居民對她刮目相；而肯對這種虛榮做作則不感興趣，他倒是很樂意和那些還記得他當過救生員的長者聊天。
原來，肯和西爾維亞二十年前是戀人。他們發現彼此仍然相愛，而肯回到松樹島也是希望能再見到西爾維亞。之前他們之所以分手，肯是個貧窮的大學生，而巴特則是個富豪子弟，所以西爾維亞最終選擇嫁給了巴特。當肯在報紙上看到西爾維亞的婚事報導後，便娶了海倫 。這兩段婚姻都不幸福，但肯和西爾維亞卻因為各自的孩子而維持著彼此的婚姻。肯和西爾維亞發現自己再次被對方吸引，並開始每晚秘密幽會。他們很快就被島上的守夜人發現，並通知了海倫。海倫在母親的建議下，一開始保持沉默，打算抓住他們的把柄，以獲得一大筆離婚賠償。
肯在週末出差，在這期間，莫里和强尼徵得肯的允許之後做環島航行。某天，他們的船被波濤洶湧的海浪掀翻，他們不得不在擱淺的海灘上過夜，直到海岸巡邏隊第二天救起了他們。海倫懷疑他們在海灘上發生了性關係，雖然他們否認。但是海倫找來醫生對莫里強行檢查 ，發現她還是處女。而莫里則驚恐不已，跑去找强尼。於是强尼威脅海倫，如果再傷害莫里，就殺了她。海倫於是報了警，并在一怒之下在巴特、肯、西爾維亞和强尼面前揭露了西爾維亞和肯的婚外情。巴特透露他早就知道西爾維亞對肯的愛，並願意原諒她，但西爾維亞不願意再和丈夫生活。亨特和橋根森夫婦夫婦各自上演了一場鬧得沸沸揚揚的離婚劇，孩子們則被送到相隔幾個州的寄宿學校。莫里和强尼對肯和西爾維亞感到憤怒，不再和他們說話。雖然海倫依舊對莫里的生活行爲不斷干涉，但是兩個年輕人彼此卻越來越深深地愛上了對方。
肯和西爾維亞在解除了各自的舊姻關係之後，重新生活在一起。婚後，他們搬到了弗蘭克·勞埃德·賴特的海邊別墅，並邀請莫里和强尼去做客。考慮到這樣可以遠遠地離開海倫，兩個年輕人同意了。在作客期間，兩個年輕人終於發生了關係，肯和西爾維亞擔心他們會引發後果。但是，想到兩個人彼此之間的過去，也就無法阻止年輕人的行爲。不久，莫里發現自己懷孕了，並與强尼私奔，打算結婚。他們尋求巴特的幫助，但巴特卻醉醺醺地試圖勸他們不要結婚，後來還打電話告訴了海倫。當地法官懷疑他們未到法定結婚年齡，拒絕了他們的結婚要求。無奈之下，莫里和强尼又回去找肯和西爾維亞，以尋求他們的支持，在肯和西爾維亞的支持下，最後，幸福的强尼和莫里得以結婚回到了松樹島度蜜月。

## 伴隨主題音樂的電影片段
- YouTube頻道